# Upplands runinskrifter Fv1955;216
Upplands runinskrifter Fv1955;216 är en vikingatida runsten av granit vid Billby soldattorp, Sankt Pers socken och Sigtuna kommun. Runstenen är 1,3 meter hög, 0,9 meter bred och 0,4 meter tjock. Ristningsytan är vänd mot norr. Hittad år 1954 vid en tidigare bäck. Kan enligt S.B.F. Jansson ha varit en "brosten", det vill säga en runsten som använts som bro.

## Inskriften
Translitterering av runraden:
kuþrikr × au... kilauk × rais(t)(u) (s)(t)(a)(i)(n) × iftiʀ × þorkil × sun × sin × kuþ × hialbi ant hans
Normalisering till runsvenska:
Guðrikʀ o[k] Gillaug ræistu stæin æftiʀ Þorkel, sun sinn. Guð hialpi and hans.
Översättning till nusvenska:
Gudrik och Gillög reste sten efter Torkel sin son. Gud hjälpe hans ande.